# Farkas-torok
A Farkas-torok, mely a Kis- és Nagy-Farkastorok-völgy összefoglaló neve, Budapest III. kerületében található. Ezek a Hármashatár-hegy és a Tábor-hegy keleti lejtőjébe vágódó a Dunát nyugatról kísérő fennsík felőli erdővel fedett, nagy esésű mély száraz völgyek. A Nagy-Farkas-torokból meredek, zöld jelzésű turistaút vezet fel a Hármashatár-hegyre (Guckler Károly út, korábban Oldalút volt a neve).